# 沖縄情報市場
『沖縄情報市場』（おきなわじょうほういちば）は、NHK沖縄放送局が2006年度に放送していた地域情報番組。
放送時間は毎週月曜 - 金曜 17:30 - 18:58:55で、冒頭30分で『おもろてれぐすく』を放送した後、18時の『NHKニュース』を挿んで『ハイサイ!てれびすかす』を放送していた。ただし、大相撲中継・高校野球中継・国会中継などがある日には、第1部の『おもろてれぐすく』は休止にされていた。
番組開始前の2006年3月まで、NHK沖縄では平日夕方の帯番組として『太陽カンカンワイド』が17:10 - 18:58:55に放送されていた。本番組はその後継番組と位置付けられているが、17:30までは東京本部制作の『ゆうどきネットワーク』が放送されるようになったこともあり、従前のような編成を組むのが難しくなった。そのため、本番組は報道の部分とバラエティの部分を分離させる形を取った。実は首都圏のNHKも、平日夕方の編成は同様のスタイルとなっている（茨城県でのデジタル放送を除く）。
『太陽カンカンワイド』と比べるとアナウンサーや契約キャスターによる進行が目立ち、地元出身のタレントは週に1回出演の前原絵理を除いてレギュラーでは起用されていなかった。
NHK沖縄ではその後、第1部の『おもろてれぐすく』が2007年3月9日放送分をもって終了し、同年4月から同時間帯で『ゆうどきネットワーク』の全国パートをネット受けすることになったため、それに伴って本番組は消滅した。